# Австрийска академия на науките
Австрийска академия на науките (на немски: Österreichische Akademie der Wissenschaften) е националната академия на Австрия, централната извънуниверситетска научна и изследователска институция в страната. Мисията на академията е заявена като „всестранен напредък на науката“. Тя има над 770 членове и 1450 души персонал. Под шапката на академията има 28 изследователски института.

## История
На 14 май 1847 година император Фердинанд I с патент одобрява основаването на Имперска академия на науките във Виена (Kaiserliche Akademie der Wissenschaften in Wien ). За пръв президент е избран ориенталистът Йозеф барон фон Хамер-Пургстал. Академията се занимава от основаването си с водещи изследвания в областта на науките и изкуствата в страната и постепенно започва да играе и сериозна международна роля. Резултатите на членовете ѝ се публикуват в „Меморандума“ на Академията, отворен за всички езици на Хабсбургската империя. В 1857 година академията се мести на старото място на Виенския университет на „Д-р Игнац Зайпел Плац“, използвано от военните след 1848 година, и остава на този адрес до днес.
От самото си основаване, централна изследователска задача на Академията е гарантиране на съхранението на австрийските исторически източници, и скоро след това и най-старите християнски латински надписи. Дейността ѝ е разширена след разкопките в Ефес, Гиза, Сихем и на други места, както и с изследвания върху африканските, азиатски и американски езици и култури. Академията поддържа първите метеорологични станции в цялата империя и инициира създаването на Централния институт по метеорология и земен магнетизъм в 1852 година. Членовете на Академията изследват Адриатическо море и участват в околосветското пътешествие на фрегатата „Новара“ (1857 – 1859), чиито резултати са публикувани от Академията. Тя публикува и резултатите от австро-унгарската експедиция до Северния полюс (1872 – 1874). Интердисциплинарната експедиция Южна Арабия (1898 – 1899) води до пионерски изследвания на непознатия дотогава Йемен, при които е открит неизвестният замък на Уалид II Касър Амра. В 1899 година Академията инициира основаването на Международната асоциация на академиите. В същата 1899 година е създаден Фонограмния архив – най-старият аудиоархив в света. В 1908 – 1910 година е създаден Институтът за радиумни изследвания.
След разпада на Австро-Унгария в 1918 година академията, вече Академия на науките във Виена, изпада във финансова и научна криза. В 1921 година федерален закон осигурява законодателната рамка, в която оперира Академията, която все повече започва да се смята за германска академия. След аншлуса от март 1938 година, мениджмънта на Академията е поет от нацистки функционери, част от членовете ѝ, включително нобелисти, са изгонени от нея по политически или расови съображения. Осем членове и служители умират в концентрационните лагери.
След войната Академията страда от износ на мозъци и вялата денацификация. Едва в края на 60-те и началото на 70-те са основани няколко нови института, които раздвижват научния ѝ живот. В 1947 година името ѝ е сменено на Австрийска академия на науките.